# Фімоз
Фімо́з ( лат. phimósis; заст. незалупа) — це патологічне звуження препуціального кільця (отвору крайньої плоті) пеніса.

## Етіологія
Приблизно 7-10 % чоловіків хвороба проявляється в легкому або середньому ступені, ще стільки ж — у важчій формі.
Розвиток фізіологічного фімозу є генетично закладеним, та характеризується епітеліальним склеюванням внутрішнього листка крайньої плоті та головки статевого члена.
Патологічний фімоз може розвинутися після травми пеніса або баланопостита внаслідок рубцевого звуження крайньої плоті (рубцевий фімоз). Причини фімозу, що розвивається без попередніх травм і запальних захворювань до кінця не з'ясовані. Відзначається генетична схильність до розвитку фімозу, пов'язана з недостатністю еластичного компонента сполучної тканини.

## Класифікація фімозу
- Уроджений:
  - атрофічний
  - гіпертрофічний
- Набутий

У 96 % хлопчиків крайня плоть при народженні не відкривається. Таке явище називається фізіологічний фімоз (розмовне «несправжній фімоз»), який продовжується до 7 років, в деяких випадках до кінця статевого дозрівання. Такий фімоз потребує спостереження і не вимагає хірургічного лікування.
Стадії:
- 1 стадія — Головка пеніса вільно оголюється в спокійному стані і з невеликим зусиллям — під час ерекції.
- 2 стадія — Головку пеніса можна відкрити із зусиллям в спокійному стані, під час ерекції це зробити неможливо.
- 3 стадія — Головку пеніса неможливо відкрити в спокійному стані, проблем із сечовипусканням немає.
- 4 стадія — Головку пеніса неможливо відкрити в спокійному стані. Сечовипускання утруднено, наявні порушення уродинаміки[джерело?]

Основні симптоми які характеризують патологічний фімоз:[джерело?]
- надування препуціального мішка під час сечовипускання
- стоншення струменя сечі під час сечовипускання або його утруднення
- запалення крайньої плоті — характеризується почервонінням, набряком, підвищенням місцевої температури.

## Ускладнення фімозу
- Порушення сечовипускання
- Сексуальні розлади
- Баланопостит (Баланіт)
- «Склеювання» крайньої плоті з головкою пеніса (синехія крайньої плоті)
- Парафімоз

## Лікування
Лікування фімозу проводиться трьома методами:
- медикаментозним
- хірургічним
- механічним.

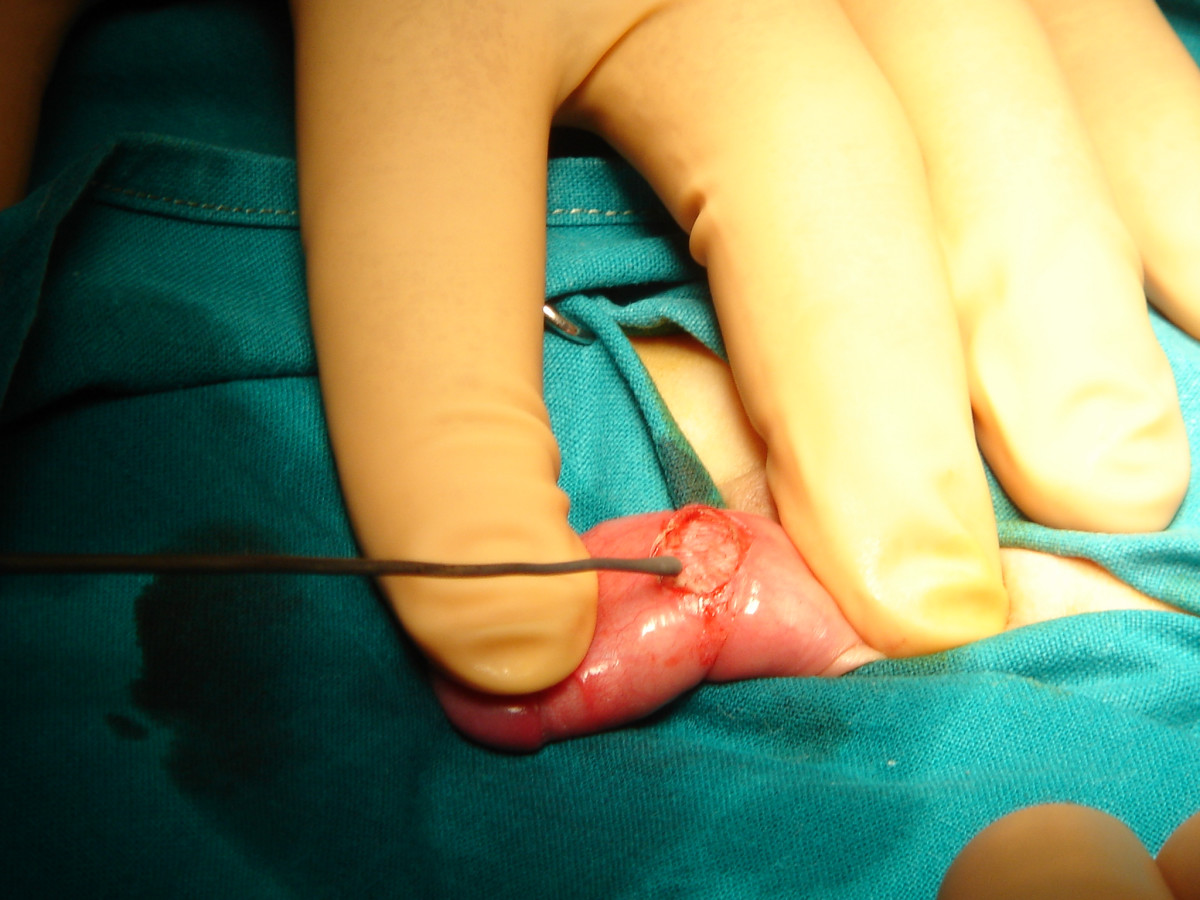
Хірургічне лікування фімозу

Якщо крайня плоть анатомічно нормальна і при насильному оголенні головка не стискується крайньою плоттю (немає збліднення, чи посиніння головки), тоді розкривають препуціальну порожнину «гудзиковим» зондом або тонким затискачем після зрошення аерозолем анестетика, потім обробляють вазеліновим маслом, закривають головку і надалі періодично відкривають її з метою запобігання злипання або утворення злук і патологічних звужень крайньої плоті.
Якщо крайня плоть анатомічно вузька, якщо є інфекційно-запальний або склерозуючий процес (у дітей рідко), за наявності здавлення головки крайньою плоттю показана операція обрізання. При цьому втручанні крайня плоть усувається, при чому цілком припиняються будь-які проблеми з оголенням голівки статевого члена. Ця операція триває до 30 хвилин. Крайню плоть відсікають циркулярно (по кругу), зі збереженням вуздечки. Внутрішній і зовнішній листки крайньої плоті зшивають кетгутом (шовний матеріал, який надалі не вимагає зняття швів, оскільки самостійно розсмоктується). Після операції накладається пов'язка з вазеліновою олією. Через кілька годин після цього хірургічного втручання дитина може ходити, відновлюється самостійне сечовипускання. Обрізання показане при будь-якій мірі фімозу.
Виняток — наявність інфекційно-запального процесу, коли операція є ледве чи не єдиним методом лікування. До початку статевого дозрівання ніжні сполучнотканинні перетинки (синехії) між внутрішнім листком крайньої плоті і віночком головки під впливом ранкових ерекцій (які починаються у дітей задовго до статевого дозрівання, хоча і не супроводжуються в такому віці еякуляцією або оргазмом) поступово безболісно розриваються і природна причина фімозу зникає. У старших дітей фімоз може призвести до накопичення смегми (кількість до початку статевого дозрівання різко збільшується) з подальшим розвитком інфекційно-запального процесу.